# P-anizidin
| p-anizidin |                                                           |
| |                                                           |
| IUPAC-név | 4-metoxianilin                                            |
| Kémiai azonosítók                                                                                               |                                                           |
| CAS-szám | 104-94-9                                                  |
| PubChem | 7732                                                      |
| ChemSpider | 13869414                                                  |
| EINECS-szám | 203-254-2                                                 |
| KEGG | C19326                                                    |
| ChEBI | 82388                                                     |
| RTECS szám | BZ5450000                                                 |
| SMILES | COc1ccc(cc1)N                                             |
| InChI | 1/C7H9NO/c1-9-7-4-2-6(8)3-5-7/h2-5H,8H2,1H3               |
| InChIKey | BHAAPTBBJKJZER-UHFFFAOYSA-N                               |
| UNII | 575917SNR4                                                |
| UN-szám | 2431                                                      |
| ChEMBL | 295652                                                    |
| Kémiai és fizikai tulajdonságok                                                                                 |                                                           |
| Kémiai képlet                                                                                                   | C7H9NO                                                    |
| Moláris tömeg                                                                                                   | 123,15 g/mol                                              |
| Sűrűség | 1,071 (57 °C)                                             |
| Olvadáspont | 57,2 °C                                                   |
| Forráspont | 243 °C                                                    |
| Oldhatóság (vízben)                                                                                             | oldódik                                                   |
| Oldhatóság | oldódik etanolban, dietil-éterben, acetonban és benzolban |
| Törésmutató (nD)                                                                                                | 1,5559                                                    |
| Veszélyek |                                                           |
| EU Index | 612-112-00-2                                              |
| Lobbanáspont | 122 °C                                                    |
| Öngyulladási hőmérséklet                                                                                        | 515 °C                                                    |
| Rokon vegyületek                                                                                                |                                                           |
| Rokon vegyületek                                                                                                | o-anizidin m-anizidin                                     |
| Ha másként nem jelöljük, az adatok az anyag standardállapotára (100 kPa) és 25 °C-os hőmérsékletre vonatkoznak. |                                                           |

A p-anizidin szürkésbarna szilárd anyag, az anizidin három izomerje közül a legkevésbé toxikus (orális LD50 = 1400 mg/kg), de lenyelve, belélegezve vagy bőrrel érintkezve még így is vérkárosító hatású. Erősen melegítve nagyon mérgező nitrogén-oxidok keletkezhetnek belőle.
Állás során hajlamos az oxidációra, mely az anyag elszíneződésével jár.

## Fordítás
Ez a szócikk részben vagy egészben  a   P-Anisidine című angol Wikipédia-szócikk ezen változatának fordításán alapul.  Az eredeti cikk szerkesztőit annak laptörténete sorolja fel. Ez a jelzés csupán a megfogalmazás eredetét és a szerzői jogokat jelzi, nem szolgál a cikkben szereplő információk forrásmegjelöléseként.

## Külső hivatkozások
- International Chemical Safety Card 0971
- NIOSH Pocket Guide to Chemical Hazards 0035